# أبو الهول المبتسم
أبو الهول المبتسم، هو تمثال اُكتشف في معبد قديم بمدينة قنا في جنوب مصر، يشبه تمثال أبي الهول الشهير بوجهه مبتسم ويُعتقد أن التمثال المصنوع من الحجر الجيري يمثل الإمبراطور الروماني كلوديوس، الذي حكم عام 41 ميلادية خلفا لشقيقه المقتول كاليغولا.

## الخلفية
يرجح الفحص المبدئي أن يعود التمثال إلى الإمبراطور الروماني كلوديوس، وأوضح رئيس البعثة الأثرية المصرية من جامعة عين شمس، التي اكتشفت التمثال، الدكتور ممدوح الدماطي، أن التمثال على هيئة أبوالهول من الحجر الجيري، يمثل أحد الأباطرة الرومان، مرتديًا غطاء الرأس المعروف بالنمس وتعلو جبهته حية الكوبرا.
ويتميز وجه التمثال بملامح ملكية مصورة بدقة وتظهر ابتسامة خفيفة على شفاه التي يوحد على طرفيها غمازتين، كما تظهر بقايا اللون الأصفر والأحمر على وجهه، بحسب رئيس البعثة المصرية.